# 배진웅
배진웅(1982년 10월 30일 ~ )은 대한민국의 배우이다.

## 학력
- 광양고등학교 (서울)
- 대구대학교

## 출연작

### 영화
- 《럭키 몬스터》 (2020년) - 박건아 역
- 《지푸라기라도 잡고 싶은 짐승들》 (2020년) - 메기 역
- 《히트맨》 (2020년) - 제이슨부하 2 역
- 《성난황소》 (2018년) - 사내 3 역
- 《대장 김창수》 (2017년) - 최작두 역
- 《범죄도시》 (2017년) - 흑룡파 조직원들 역
- 《구세주: 리턴즈》 (2017년) - 창수 역
- 《로마의 휴일》 (2017년) - 설까치웨이터 역
- 《미스 푸줏간》 (2017년) - 칼가게주인 역
- 《바운티 헌터스: 현상금사냥꾼》 (2016년) - 인천A호텔 마스크맨 역
- 《은밀한 유혹》 (2015년) - 문신남 1 역
- 《악의 연대기》 (2015년) - 과거 도박꾼 역
- 《위험한 상견례 2》 (2015년) - 다빈치 남 역
- 《타짜: 신의 손》 (2014년) - 현재 유령하우스 건달 역
- 《몬스터》 (2014년) - 덩어리삼인조 2 역
- 《캐치미》 (2013년) - 사채업자 대리 역
- 《돈가방》 (2011년)

### 드라마
- 《굿캐스팅》 (2020년, SBS) - 피철웅 역
- 《무법 변호사》 (2018년, tvN) - 브로커
- 《슬기로운 감빵생활》 (2018년, tvN) - 매점 진웅 역
- 《다시 만난 세계》 (2017년, SBS) - 사채업자 역
- 《두근두근 스파이크 2》 (2016년, 웹드라마) - 표진하 역
- 《두근두근 스파이크》 (2016년, 웹드라마) - 표진하 역
- 《아부쟁이 얍!》 (2015년, 웹드라마) - 개복 역
- 《용팔이》 (2015년, SBS) - 건달 역
- 《태양의 도시》 (2015년, MBC 드라마넷) - 진웅 역